# Mathieu Snykers
Mathieu Snykers (1941) is een Belgische doctor in de wetenschappen, gespecialiseerd in materiaalfysica en kernfusie die werkzaam was bij het Studiecentrum voor Kernenergie in Mol en verbonden was aan de Vrije Universiteit Brussel.
In 1991 werd hij getroffen door beenmergkanker, waarover hij het boek Overleven met chemotherapie schreef.
In 1998 ging hij aan de slag als wetenschapsjournalist en schreef enkele boeken waarin hij wetenschap en filosofie vermengt.